# Фран Ріко
Франсіско Мануель Ріко Кастро (ісп. Francisco Manuel Rico Castro, нар. 3 серпня 1987, Саншеншо), відомий як Фран Ріко (ісп. Fran Rico) — іспанський футболіст, що грав на позиції півзахисника, зокрема, за «Гранаду».

## Ігрова кар'єра
Народився 3 серпня 1987 року в Саншеншо. Вихованець футбольної школи клубу «Понтеведра». Дорослу футбольну кар'єру розпочав 2005 року в основній команді того ж клубу, в якій провів три сезони, взявши участь у 60 матчах третього іспанського дивізіону. 
2008 року перейшов до структури мадридського «Реала», де протягом наступних трьох років грав у тому ж третьому дивізіоні за «Реал Мадрид Кастілья».
Так і не пробившись до головної команди «королівського клубу» 2011 року залишив Мадрид і приєднався до складу «Гранади», у складі якої дебютував в іграх найвищого дивізіону Іспанії. Сезон 2012/13 був змушений повністю пропустити, відновлюючись після важкої травми коліна.
2016 року був відданий в оренду до «Ейбара», перебуваючи в якому знову травмував коліно і пропустив сезон 2017/18.
2018 року повернувся до вже друголігової на той час «Гранади», за яку провів одну гру, після чого вирішив завершити ігрову кар'єру.